# 中西績介
中西 績介（なかにし せきすけ、1926年〈大正15年〉2月6日 - 2025年〈令和7年〉1月24日）は、日本の政治家。位階は従三位、勲等は旭日大綬章。
福岡県田川郡香春町出身。香春町名誉町民。衆議院議員（9期）、総務庁長官（第18代）、社会民主党副党首などを歴任。

## 来歴・人物
福岡県田川郡採銅所村（現香春町）生まれ。旧制田川中学（現福岡県立田川高等学校）、三重農林専門学校（現三重大学生物資源学部）卒業。水泳選手として国体に連続出場した経験がある。福岡県内の公立中学校、高校で理科と農業の教諭を務めたが、校長着任拒否闘争により懲戒免職され、1976年（昭和51年）旧福岡4区から社会党公認で衆院選に出馬し初当選。連続当選9回。小選挙区制に移行後は福岡11区を地盤としたが、小選挙区での勝利はなく比例復活当選のみである。第1次橋本内閣の総務庁長官、社民党副党首、院内総務会長、代議士会長などを歴任した。2003年（平成15年）政界引退。
党大会で自社さ連立政権に伴う政策転換を批判され、軌道修正を求められたが、「あれはすでに民主党に移った者たちがやったこと。我々社民党には全く関係ない」と意に介さず、村山富市以来の路線を堅持する立場を明らかにした。
2025年（令和7年）1月24日、敗血症のため、福岡市内の病院で死去した。98歳没。死没日付をもって従三位に叙され、旭日大綬章を追贈された。

### 教育問題
- 1968年（昭和43年）4月、福岡県教育委員会は、県立高校などの新任校長15名を発令した。これに対し福岡県の高教組書記長として、同教組の推薦もしくは承認のない12名の任命に反対し、同年の4月から8月にかけ、各校長の着任拒否闘争をおこなった。1966年（昭和41年）10月21日、半日ストを皮切りに15回に及ぶストライキを指示し、組合はストを決行した。教員に対してストライキ参加確認書に署名を求め、参加しない教員や組合脱会者を冷遇したとされる。1968年（昭和43年）から1986年（昭和61年）までの18年間、そのとき県教育委員会が任命した校長着任に対して、組合員を動員して阻止行動を行い、ピケを張り、警察官が投入をされた。また、この団体交渉で耐えられず退職する校長が相次ぎ、福岡県立山田高等学校では、1972年（昭和47年）5月から1973年（昭和48年）4月までの1年間に4人の校長が交代した。勝手に組合員がつくった教頭の指示に従って、欠席届を出したり、いろんな事務連絡をやったりしていた[5]。この件で免職の懲戒処分を受け、福岡県教育委員会を相手取り、処分の取り消しを求めたが、訴訟の上告審判決で免職処分が確定した[6]。
- 社民党として文部省に対する（検定不合格の）要請行動から始まり、各研究者との話し合いをしてきたと述べ、周到に扶桑社新しい歴史教科書をつくる会本を不合格・不採択とする“工作”を続けてきたことを明らかにした[7]。

### 外交
- 1989年(平成元年）署名したこの要望書の中の釈放対象者に、北朝鮮による日本人拉致問題の実行犯である工作員・辛光洙（シン・ガンス）が含まれていた。1988年（昭和63年）の国会予算委員会で政府委員が辛光洙事件として質問に答えており、実名も挙げていた。この時、国家公安委員長の梶山静六は北朝鮮による拉致の疑いが濃厚であるとの見方を示していた。
- 1997年10月23日に東京で行われた金正日祝賀宴に出席した[8]。
- 2002年(平成14年）国会本会議で「拉致事件に関して、社民党は拉致はなかったと言ってきたなどと極めて悪質な中傷を行っている政党や勢力がありますが、社民党がそのような見解を示したことなど全くないということを、この場をかりて強調しておきたいと思います。既に忘れていらっしゃる方もおられるかもしれませんから、あえてつけ加えますが、日本人拉致疑惑の早期解決を求める国会決議を全党一致で採択したのはこの4月だったのであります。この間、社民党は拉致問題の真実追及のために何をしてきたかと批判を受けてきました。しかし、一九九七年以降、社民党が参加した与党三党訪朝団や全政党の国会議員が参加した訪朝の場で、幾ら拉致問題についてただしても、北朝鮮側は、拉致の事実はないと否定するだけでした。では、否定されてなお拉致問題を追及し続けたかという点を考えますと、率直に言って、十分ではありませんでした。被害者並びに被害者の家族の皆さんには、大変申しわけなく、力不足を心から謝罪したいと思います。」と述べた[9]。その後、保守党の副幹事長が、「（拉致被害者の）家族会の社共両党への怒りはすさまじい」と共産、社民両党を攻撃した[10]。

### 内政
- 選択的夫婦別姓制度導入に賛同する[11]。

## 選挙歴
| 当落 | 選挙                   | 執行日         | 年齢 | 選挙区               | 政党       | 得票数     | 得票率 | 定数 | 得票順位 /候補者数 | 政党内比例順位 /政党当選者数 |
| ---- | ---------------------- | -------------- | ---- | -------------------- | ---------- | ---------- | ------ | ---- | ------------------ | ---------------------------- |
| 当   | 第34回衆議院議員総選挙 | 1976年12月05日 | 50   | 旧福岡4区            | 日本社会党 | 7万9488票  | 17.27% | 4    | 2/7                | /                            |
| 当   | 第35回衆議院議員総選挙 | 1979年10月07日 | 53   | 旧福岡4区            | 日本社会党 | 8万2686票  | 18.57% | 4    | 2/6                | /                            |
| 当   | 第36回衆議院議員総選挙 | 1980年06月22日 | 54   | 旧福岡4区            | 日本社会党 | 9万6953票  | 22.39% | 4    | 2/5                | /                            |
| 当   | 第37回衆議院議員総選挙 | 1983年12月18日 | 57   | 旧福岡4区            | 日本社会党 | 8万7619票  | 20.26% | 4    | 2/5                | /                            |
| 当   | 第38回衆議院議員総選挙 | 1986年07月06日 | 60   | 旧福岡4区            | 日本社会党 | 8万2381票  | 17.78% | 4    | 4/6                | /                            |
| 当   | 第39回衆議院議員総選挙 | 1990年02月18日 | 64   | 旧福岡4区            | 日本社会党 | 10万3857票 | 21.76% | 4    | 1/8                | /                            |
| 当   | 第40回衆議院議員総選挙 | 1993年07月18日 | 67   | 旧福岡4区            | 日本社会党 | 6万9399票  | 15.89% | 4    | 4/7                | /                            |
| 比当 | 第41回衆議院議員総選挙 | 1996年10月20日 | 70   | 比例九州（福岡11区） | 社会民主党 | 5万1569票  | 29.76% | 1    | 2/4                | 1/2                          |
| 比当 | 第42回衆議院議員総選挙 | 2000年06月25日 | 74   | 比例九州（福岡11区） | 社会民主党 | 4万1152票  | 21.80% | 1    | 3/5                | 2/3                          |